# Maria del Pilar von Bayern

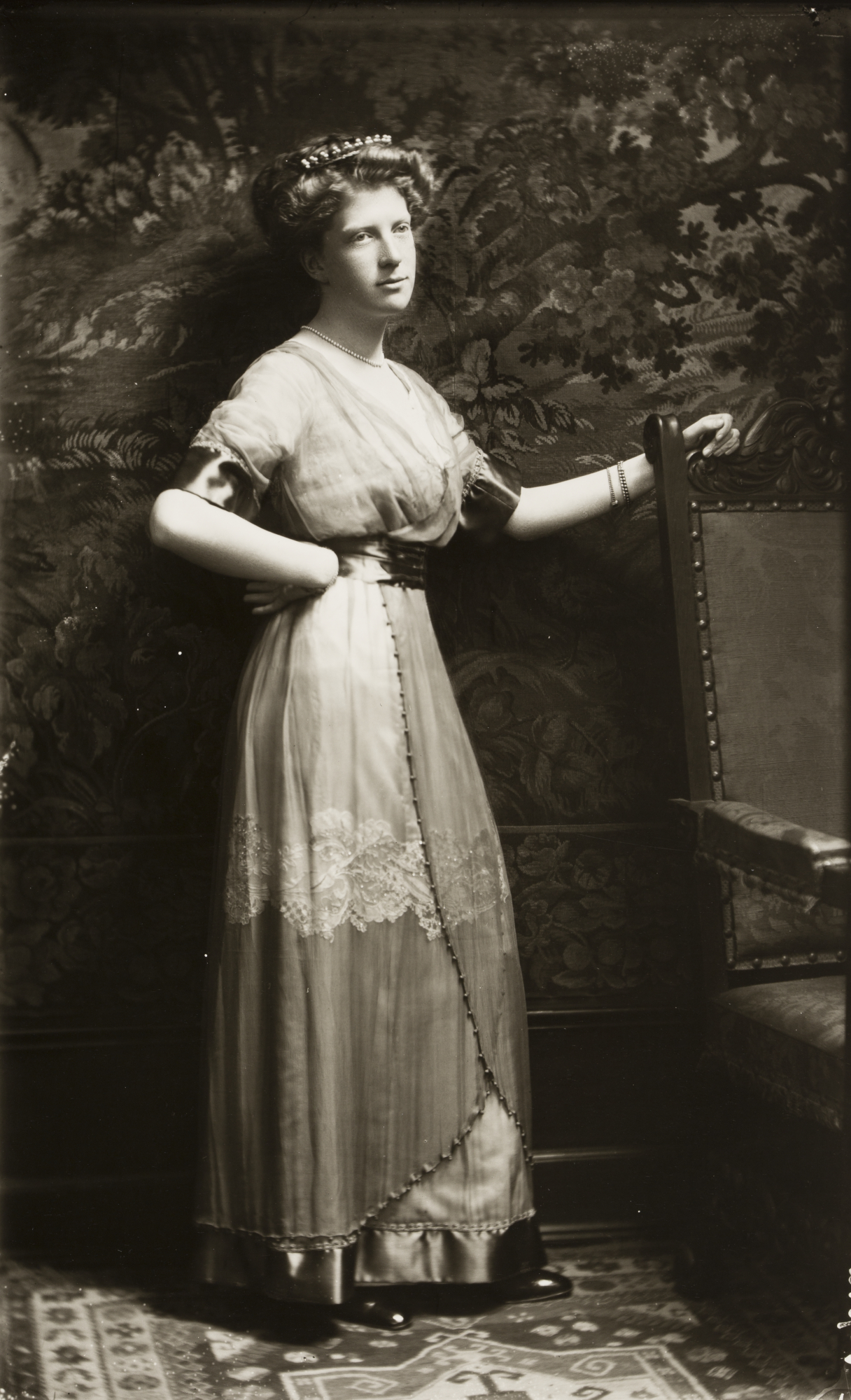
Maria del Pilar von Bayern, Aufnahme von Philipp Kester

Maria del Pilar Eulalia Antonia Isabella Ludovika Franziska Josepha Rita Euphrasia von Wittelsbach, Prinzessin von Bayern (* 13. März 1891 auf Schloss Nymphenburg, München; † 31. Januar 1987 ebenda), war eine deutsche Malerin und Adlige.

## Herkunft
Pilar Prinzessin von Bayern war die einzige Tochter des Arztes Ludwig Ferdinand Prinz von Bayern und seiner aus Spanien stammenden Ehefrau María de la Paz, Infantin von Spanien; sie hatte zwei ältere Brüder.

## Leben
Sie studierte Kunstgeschichte, Malerei und Grafik. Ihre Ausbildung als Malerin erhielt sie durch Hans von Bartels, Willi Geiger, Moritz Heymann und Viktoria Zimmermann. Sie wurde durch Claude Monet, Camille Pissarro und den französischen Impressionismus geprägt. Ihr Atelier hatte Pilar in einem Rondellbau im Nymphenburger Schloss. Sie malte hauptsächlich Landschaften, häufig Parks mit Architektur und Reisebilder, ging aber auch der Genremalerei nach (z. B. Magdalenendult in Nymphenburg, Öl, 1926). Pilar gehörte zu der Vereinigung der Künstler und der Union der Maler Alt München. Sie beschickte unter anderem Ausstellungen im Münchner Glaspalast und Haus der Kunst. Pilar von Bayern war in den 1950er Jahren Mitglied der Gedok mit der Malerin Karoline Wittmann, die sich von der Malschule Moritz Heymann kannten und oft zu Ausstellungen in der Großen Kunstausstellungen Haus der Kunst trafen. Einzelausstellungen fanden im spanischen Kulturinstitut in München und anlässlich ihres 95. Geburtstages in der Galerie Lörch statt. Ihre Bilder sind in der Bayerischen Staatsgalerie, in der Städtischen Galerie im Lenbachhaus und in vielen privaten Sammlungen zu sehen.
Sie war auch Ehrenvorsitzende vom Münchner Lyzeumsclub. Mitglied des Deutschen Roten Kreuzes und Ko-Autorin eines Buches über das Leben ihres Vetters König Alfonso XIII von Spanien.
Pilar war eine große Sportlerin und reiste viel (nach Italien, Spanien und Nordafrika). Ihre sterblichen Überreste ruhen auf dem Familienfriedhof der Wittelsbacher im Kloster Andechs.

## Filmdokumentation
- „Pilar - Eine bayerische Prinzessin“. Deutschland 1973, 50 Min. Reportage von Eva Hassencamp, auf ard alpha-retro[1]